# Павлюк Олександр Петрович
Олекса́ндр Петро́вич Павлю́к (нар. 15 червня 1987, Ладижин, Вінницька область — пом. 5 травня 2016, Ладижин) — солдат Збройних сил України. Учасник бойових дій у війні на сході України, захисник Донецького аеропорту.

## Життєпис
Олександр Павлюк народився в місті Ладижин. Батько — майор, служив в авіації.
22 серпня 2014 року, під час російської збройної агресії проти України, був призваний за мобілізацією до лав Збройних сил України. У складі 90-го окремого аеромобільного батальйону 81-ї десантно-штурмової бригади солдат Олександр Павлюк захищав Донецький аеропорт. Був нагороджений бойовим орденом.
На передовій дістав поранення й тяжких контузій, пів року лікувався у Вінницькому військово-медичному центрі, йому надали ІІІ групу інвалідності. 7 жовтня 2015 року був демобілізований. Після демобілізації не працював.
На місцевих виборах у жовтні 2015 року був кандидатом у депутати Ладижинської міської ради від партії «УКРОП».
Загинув 5 травня 2016 року в Ладижині. Близько 13:00 до ладижинського відділення поліції зателефонував місцевий житель, який повідомив, що в районі дачного масиву біля річки він почув підозрілий вибух. На місці вибуху правоохоронці виявили понівечене тіло Олександра. Чоловік підірвався на гранаті, ліг на неї всім тілом. Вибухова хвиля сильно понівечила тіло, зокрема відірвало голову. Основною версією слідчих залишається самогубство.
7 травня в центрі Ладижина сотні людей прийшли попрощались із захисником. Поховали Олександра на новому кладовищі поруч із могилою старшого брата.

## Нагороди
За особисту мужність і високий професіоналізм, виявлені у захисті державного суверенітету та територіальної цілісності України, вірність військовій присязі, відзначений — нагороджений орденом «За мужність» III ступеня (31.7.2015).